# Medalhistas olímpicos da patinação de velocidade

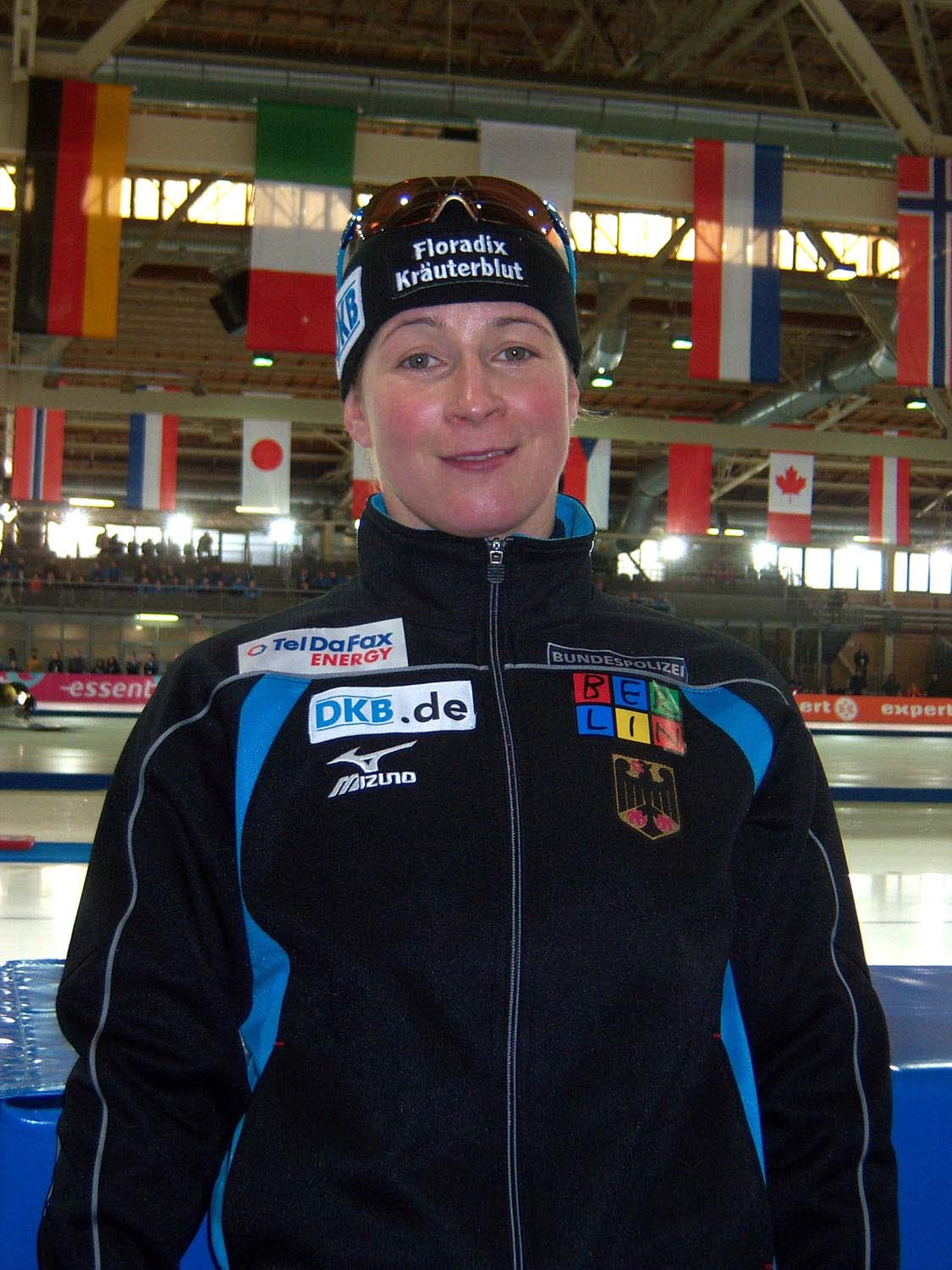
Claudia Pechstein é a maior medalhista olímpica da patinação de velocidade com nove pódios.

Segue a lista dos medalhistas olímpicos da patinação de velocidade:

## Masculino

### 500 metros

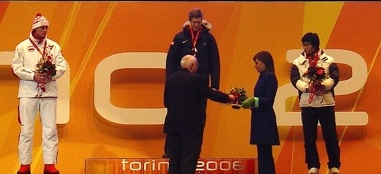
Pódio dos 500 m em Turim 2006.

| Evento                                | Ouro                                                  | Prata                                                                                             | Bronze                                                                               |
| ------------------------------------- | ----------------------------------------------------- | ------------------------------------------------------------------------------------------------- | ------------------------------------------------------------------------------------ |
| Chamonix 1924 (detalhes)              | Charles Jewtraw USA Estados Unidos                    | Oskar Olsen NOR Noruega                                                                           | Roald Larsen NOR Noruega Clas Thunberg FIN Finlândia                                 |
| St. Moritz 1928 (detalhes)            | Bernt Evensen NOR Noruega Clas Thunberg FIN Finlândia | nenhum                                                                                            | John Farrell USA Estados Unidos Jaakko Friman FIN Finlândia Roald Larsen NOR Noruega |
| Lake Placid 1932 (detalhes)           | Jack Shea USA Estados Unidos                          | Bernt Evensen NOR Noruega                                                                         | Alexander Hurd CAN Canadá                                                            |
| Garmisch-Patenkirchen 1936 (detalhes) | Ivar Ballangrud NOR Noruega                           | Georg Krog NOR Noruega                                                                            | Leo Freisinger USA Estados Unidos                                                    |
| St. Moritz 1948 (detalhes)            | Finn Helgesen NOR Noruega                             | Ken Bartholomew USA Estados Unidos Thomas Byberg NOR Noruega Robert Fitzgerald USA Estados Unidos | nenhum                                                                               |
| Oslo 1952 (detalhes)                  | Ken Henry USA Estados Unidos                          | Don McDermott USA Estados Unidos                                                                  | Gordon Audley CAN Canadá Arne Johansen NOR Noruega                                   |
| Cortina D'Ampezzo 1956 (detalhes)     | Yevgeny Grishin URS União Soviética                   | Rafayel Grach URS União Soviética                                                                 | Alv Gjestvang NOR Noruega                                                            |
| Squaw Valley 1960 (detalhes)          | Yevgeny Grishin URS União Soviética                   | Bill Disney USA Estados Unidos                                                                    | Rafayel Grach URS União Soviética                                                    |
| Innsbruck 1964 (detalhes)             | Terry McDermott USA Estados Unidos                    | Alv Gjestvang NOR Noruega Yevgeny Grishin URS União Soviética Vladimir Orlov URS União Soviética  | nenhum                                                                               |
| Grenoble 1968 (detalhes)              | Erhard Keller FRG Alemanha Ocidental                  | Terry McDermott USA Estados Unidos Magne Thomassen NOR Noruega                                    | nenhum                                                                               |
| Sapporo 1972 (detalhes)               | Erhard Keller FRG Alemanha Ocidental                  | Hasse Börjes SWE Suécia                                                                           | Valery Muratov URS União Soviética                                                   |
| Innsbruck 1976 (detalhes)             | Yevgeny Kulikov URS União Soviética                   | Valery Muratov URS União Soviética                                                                | Dan Immerfall USA Estados Unidos                                                     |
| Lake Placid 1980 (detalhes)           | Eric Heiden USA Estados Unidos                        | Yevgeny Kulikov URS União Soviética                                                               | Lieuwe de Boer NED Países Baixos                                                     |
| Sarajevo 1984 (detalhes)              | Sergei Fokichev URS União Soviética                   | Yoshihiro Kitazawa JPN Japão                                                                      | Gaétan Boucher CAN Canadá                                                            |
| Calgary 1988 (detalhes)               | Uwe-Jens Mey GDR Alemanha Oriental                    | Jan Ykema NED Países Baixos                                                                       | Akira Kuroiwa JPN Japão                                                              |
| Albertville 1992 (detalhes)           | Uwe-Jens Mey GER Alemanha                             | Toshiyuki Kuroiwa JPN Japão                                                                       | Junichi Inoue JPN Japão                                                              |
| Lillehammer 1994 (detalhes)           | Aleksandr Golubev RUS Rússia                          | Sergey Klevchenya RUS Rússia                                                                      | Manabu Horii JPN Japão                                                               |
| Nagano 1998 (detalhes)                | Hiroyasu Shimizu JPN Japão                            | Jeremy Wotherspoon CAN Canadá                                                                     | Kevin Overland CAN Canadá                                                            |
| Salt Lake City 2002 (detalhes)        | Casey FitzRandolph USA Estados Unidos                 | Hiroyasu Shimizu JPN Japão                                                                        | Kip Carpenter USA Estados Unidos                                                     |
| Turim 2006 (detalhes)                 | Joey Cheek USA Estados Unidos                         | Dmitry Dorofeyev RUS Rússia                                                                       | Lee Kang-seok KOR Coreia do Sul                                                      |
| Vancouver 2010 (detalhes)             | Mo Tae-bum KOR Coreia do Sul                          | Keiichiro Nagashima JPN Japão                                                                     | Joji Kato JPN Japão                                                                  |
| Sóchi 2014 (detalhes)                 | Michel Mulder NED Países Baixos                       | Jan Smeekens NED Países Baixos                                                                    | Ronald Mulder NED Países Baixos                                                      |
| PyeongChang 2018 (detalhes)           | Håvard Holmefjord Lorentzen NOR Noruega               | Cha Min-kyu KOR Coreia do Sul                                                                     | Gao Tingyu CHN China                                                                 |
| Pequim 2022 (detalhes)                | Gao Tingyu CHN China                                  | Cha Min-kyu KOR Coreia do Sul                                                                     | Wataru Morishige JPN Japão                                                           |

### 1000 metros
| Evento                         | Ouro                                 | Prata                                   | Bronze                                                         |
| ------------------------------ | ------------------------------------ | --------------------------------------- | -------------------------------------------------------------- |
| Innsbruck 1976 (detalhes)      | Peter Mueller USA Estados Unidos     | Jørn Didriksen NOR Noruega              | Valery Muratov URS União Soviética                             |
| Lake Placid 1980 (detalhes)    | Eric Heiden USA Estados Unidos       | Gaétan Boucher CAN Canadá               | Vladimir Lobanov URS União Soviética Frode Rønning NOR Noruega |
| Sarajevo 1984 (detalhes)       | Gaétan Boucher CAN Canadá            | Sergey Khlebnikov URS União Soviética   | Kai Arne Engelstad NOR Noruega                                 |
| Calgary 1988 (detalhes)        | Nikolay Gulyayev URS União Soviética | Uwe-Jens Mey GDR Alemanha Oriental      | Igor Zhelezovski URS União Soviética                           |
| Albertville 1992 (detalhes)    | Olaf Zinke GER Alemanha              | Kim Yun-man KOR Coreia do Sul           | Yukinori Miyabe JPN Japão                                      |
| Lillehammer 1994 (detalhes)    | Dan Jansen USA Estados Unidos        | Igor Zhelezovski BLR Bielorrússia       | Sergey Klevchenya RUS Rússia                                   |
| Nagano 1998 (detalhes)         | Ids Postma NED Países Baixos         | Jan Bos NED Países Baixos               | Hiroyasu Shimizu JPN Japão                                     |
| Salt Lake City 2002 (detalhes) | Gerard van Velde NED Países Baixos   | Jan Bos NED Países Baixos               | Joey Cheek USA Estados Unidos                                  |
| Turim 2006 (detalhes)          | Shani Davis USA Estados Unidos       | Joey Cheek USA Estados Unidos           | Erben Wennemars NED Países Baixos                              |
| Vancouver 2010 (detalhes)      | Shani Davis USA Estados Unidos       | Mo Tae-bum KOR Coreia do Sul            | Chad Hedrick USA Estados Unidos                                |
| Sóchi 2014 (detalhes)          | Stefan Groothuis NED Países Baixos   | Denny Morrison CAN Canadá               | Michel Mulder NED Países Baixos                                |
| PyeongChang 2018 (detalhes)    | Kjeld Nuis NED Países Baixos         | Håvard Holmefjord Lorentzen NOR Noruega | Kim Tae-yun KOR Coreia do Sul                                  |
| Pequim 2022 (detalhes)         | Thomas Krol NED Países Baixos        | Laurent Dubreuil CAN Canadá             | Håvard Holmefjord Lorentzen NOR Noruega                        |

### 1500 metros

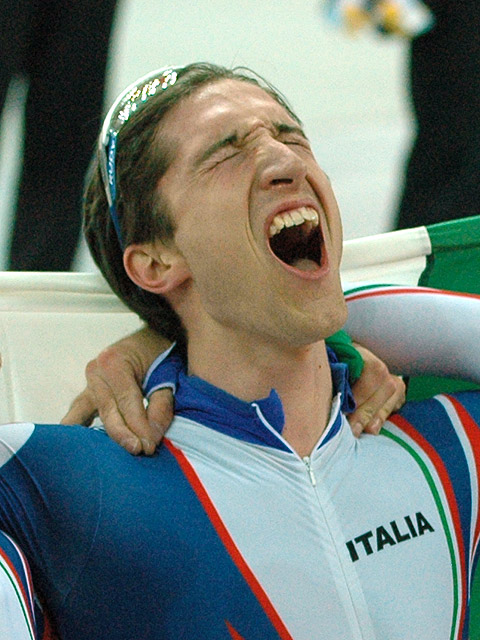
Enrico Fabris conquistou a medalha de ouro nos 1500 m em 2006.

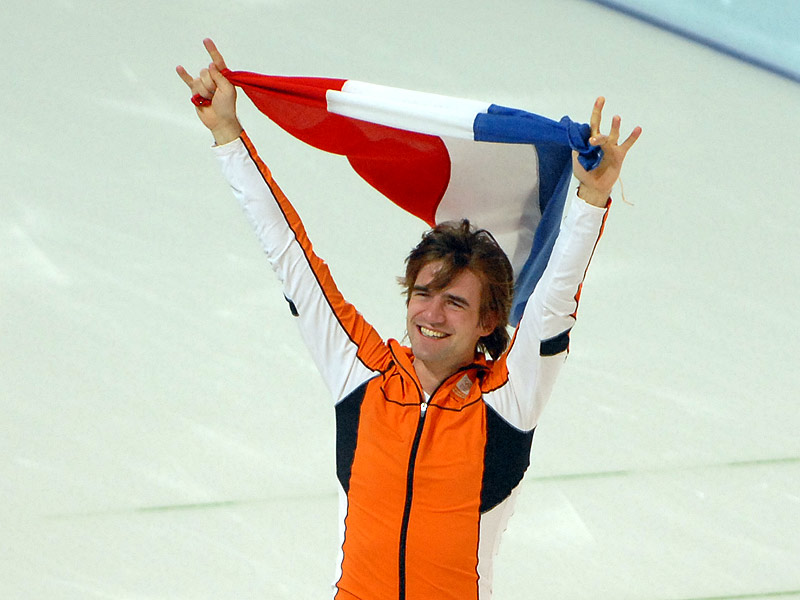
Mark Tuitert, medalha de ouro nos 1500 m em Vancouver 2010.

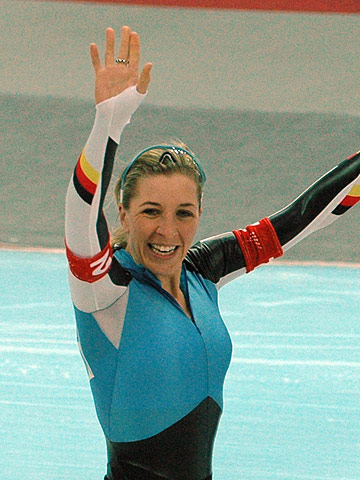
Anni Friesinger (na imagem em Turim 2006) foi a campeã dos 1500 m em 2002.

| Evento                                | Ouro                                                                   | Prata                                                 | Bronze                            |
| ------------------------------------- | ---------------------------------------------------------------------- | ----------------------------------------------------- | --------------------------------- |
| Chamonix 1924 (detalhes)              | Clas Thunberg FIN Finlândia                                            | Roald Larsen NOR Noruega                              | Sigurd Moen NOR Noruega           |
| St. Moritz 1928 (detalhes)            | Clas Thunberg FIN Finlândia                                            | Bernt Evensen NOR Noruega                             | Ivar Ballangrud NOR Noruega       |
| Lake Placid 1932 (detalhes)           | Jack Shea USA Estados Unidos                                           | Alexander Hurd CAN Canadá                             | Willy Logan CAN Canadá            |
| Garmisch-Patenkirchen 1936 (detalhes) | Charles Mathiesen NOR Noruega                                          | Ivar Ballangrud NOR Noruega                           | Birger Wasenius FIN Finlândia     |
| St. Moritz 1948 (detalhes)            | Sverre Farstad NOR Noruega                                             | Åke Seyffarth SWE Suécia                              | Odd Lundberg NOR Noruega          |
| Oslo 1952 (detalhes)                  | Hjalmar Andersen NOR Noruega                                           | Wim van der Voort NED Países Baixos                   | Roald Aas NOR Noruega             |
| Cortina D'Ampezzo 1956 (detalhes)     | Yevgeny Grishin URS União Soviética Yuri Mikhaylov URS União Soviética | nenhum                                                | Toivo Salonen FIN Finlândia       |
| Squaw Valley 1960 (detalhes)          | Roald Aas NOR Noruega Yevgeny Grishin URS União Soviética              | nenhum                                                | Boris Stenin FIN Finlândia        |
| Innsbruck 1964 (detalhes)             | Ants Antson URS União Soviética                                        | Kees Verkerk NED Países Baixos                        | Villy Haugen NOR Noruega          |
| Grenoble 1968 (detalhes)              | Kees Verkerk NED Países Baixos                                         | Ivar Eriksen NOR Noruega Ard Schenk NED Países Baixos | nenhum                            |
| Sapporo 1972 (detalhes)               | Ard Schenk NED Países Baixos                                           | Roar Grønvold NOR Noruega                             | Göran Claeson SWE Suécia          |
| Innsbruck 1976 (detalhes)             | Jan Egil Storholt NOR Noruega                                          | Yury Kondakov URS União Soviética                     | Hans van Helden NED Países Baixos |
| Lake Placid 1980 (detalhes)           | Eric Heiden USA Estados Unidos                                         | Kay Stenshjemmet NOR Noruega                          | Terje Andersen NOR Noruega        |
| Sarajevo 1984 (detalhes)              | Gaétan Boucher CAN Canadá                                              | Sergey Khlebnikov URS União Soviética                 | Oleg Bozhev URS União Soviética   |
| Calgary 1988 (detalhes)               | André Hoffmann GDR Alemanha Oriental                                   | Eric Flaim USA Estados Unidos                         | Michael Hadschieff AUT Áustria    |
| Albertville 1992 (detalhes)           | Johann Olav Koss NOR Noruega                                           | Ådne Søndrål NOR Noruega                              | Leo Visser NED Países Baixos      |
| Lillehammer 1994 (detalhes)           | Johann Olav Koss NOR Noruega                                           | Rintje Ritsma NED Países Baixos                       | Falko Zandstra NED Países Baixos  |
| Nagano 1998 (detalhes)                | Ådne Søndrål NOR Noruega                                               | Ids Postma NED Países Baixos                          | Rintje Ritsma NED Países Baixos   |
| Salt Lake City 2002 (detalhes)        | Derek Parra USA Estados Unidos                                         | Jochem Uytdehaage NED Países Baixos                   | Ådne Søndrål NOR Noruega          |
| Turim 2006 (detalhes)                 | Enrico Fabris ITA Itália                                               | Shani Davis USA Estados Unidos                        | Chad Hedrick USA Estados Unidos   |
| Vancouver 2010 (detalhes)             | Mark Tuitert NED Países Baixos                                         | Shani Davis USA Estados Unidos                        | Håvard Bøkko NOR Noruega          |
| Sóchi 2014 (detalhes)                 | Zbigniew Bródka POL Polônia                                            | Koen Verweij NED Países Baixos                        | Denny Morrison CAN Canadá         |
| PyeongChang 2018 (detalhes)           | Kjeld Nuis NED Países Baixos                                           | Patrick Roest NED Países Baixos                       | Kim Min-seok KOR Coreia do Sul    |
| Pequim 2022 (detalhes)                | Kjeld Nuis NED Países Baixos                                           | Thomas Krol NED Países Baixos                         | Kim Min-seok KOR Coreia do Sul    |

### 5000 metros

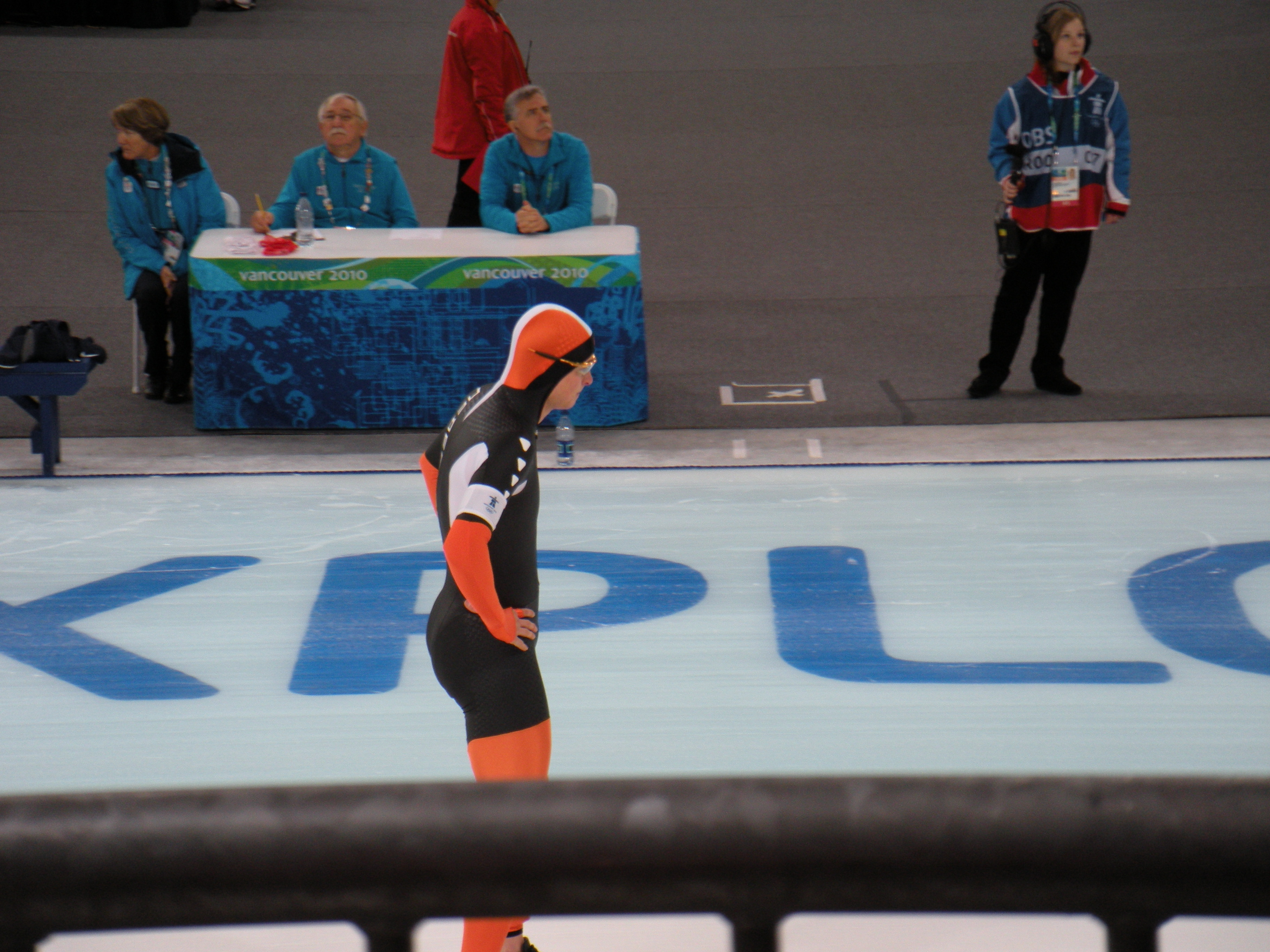
Sven Kramer conquistou a medalha de ouro nos 5000 m em 2010.

| Evento                                | Ouro                                 | Prata                             | Bronze                               |
| ------------------------------------- | ------------------------------------ | --------------------------------- | ------------------------------------ |
| Chamonix 1924 (detalhes)              | Clas Thunberg FIN Finlândia          | Julius Skutnabb FIN Finlândia     | Roald Larsen NOR Noruega             |
| St. Moritz 1928 (detalhes)            | Ivar Ballangrud NOR Noruega          | Julius Skutnabb FIN Finlândia     | Bernt Evensen NOR Noruega            |
| Lake Placid 1932 (detalhes)           | Irving Jaffee USA Estados Unidos     | Eddie Murphy USA Estados Unidos   | Willy Logan CAN Canadá               |
| Garmisch-Patenkirchen 1936 (detalhes) | Ivar Ballangrud NOR Noruega          | Birger Wasenius FIN Finlândia     | Antero Ojala FIN Finlândia           |
| St. Moritz 1948 (detalhes)            | Reidar Liaklev NOR Noruega           | Odd Lundberg NOR Noruega          | Göthe Hedlund SWE Suécia             |
| Oslo 1952 (detalhes)                  | Hjalmar Andersen NOR Noruega         | Kees Broekman NED Países Baixos   | Sverre Haugli NOR Noruega            |
| Cortina D'Ampezzo 1956 (detalhes)     | Boris Shilkov URS União Soviética    | Sigvard Ericsson SWE Suécia       | Oleg Goncharenko URS União Soviética |
| Squaw Valley 1960 (detalhes)          | Viktor Kosichkin URS União Soviética | Knut Johannesen NOR Noruega       | Jan Pesman NED Países Baixos         |
| Innsbruck 1964 (detalhes)             | Knut Johannesen NOR Noruega          | Per Ivar Moe NOR Noruega          | Fred Anton Maier NOR Noruega         |
| Grenoble 1968 (detalhes)              | Fred Anton Maier NOR Noruega         | Kees Verkerk NED Países Baixos    | Peter Nottet NED Países Baixos       |
| Sapporo 1972 (detalhes)               | Ard Schenk NED Países Baixos         | Roar Grønvold NOR Noruega         | Sten Stensen NOR Noruega             |
| Innsbruck 1976 (detalhes)             | Sten Stensen NOR Noruega             | Piet Kleine NED Países Baixos     | Hans van Helden NED Países Baixos    |
| Lake Placid 1980 (detalhes)           | Eric Heiden USA Estados Unidos       | Kay Stenshjemmet NOR Noruega      | Tom Erik Oxholm NOR Noruega          |
| Sarajevo 1984 (detalhes)              | Tomas Gustafson SWE Suécia           | Igor Malkov URS União Soviética   | René Schöfisch GDR Alemanha Oriental |
| Calgary 1988 (detalhes)               | Tomas Gustafson SWE Suécia           | Leo Visser NED Países Baixos      | Gerard Kemkers NED Países Baixos     |
| Albertville 1992 (detalhes)           | Geir Karlstad NOR Noruega            | Falko Zandstra NED Países Baixos  | Leo Visser NED Países Baixos         |
| Lillehammer 1994 (detalhes)           | Johann Olav Koss NOR Noruega         | Kjell Storelid NOR Noruega        | Rintje Ritsma NED Países Baixos      |
| Nagano 1998 (detalhes)                | Gianni Romme NED Países Baixos       | Rintje Ritsma NED Países Baixos   | Bart Veldkamp BEL Bélgica            |
| Salt Lake City 2002 (detalhes)        | Jochem Uytdehaage NED Países Baixos  | Derek Parra USA Estados Unidos    | Jens Boden GER Alemanha              |
| Turim 2006 (detalhes)                 | Chad Hedrick USA Estados Unidos      | Sven Kramer NED Países Baixos     | Enrico Fabris ITA Itália             |
| Vancouver 2010 (detalhes)             | Sven Kramer NED Países Baixos        | Lee Seung-hoon KOR Coreia do Sul  | Ivan Skobrev RUS Rússia              |
| Sóchi 2014 (detalhes)                 | Sven Kramer NED Países Baixos        | Jan Blokhuijsen NED Países Baixos | Jorrit Bergsma NED Países Baixos     |
| PyeongChang 2018 (detalhes)           | Sven Kramer NED Países Baixos        | Ted-Jan Bloemen CAN Canadá        | Sverre Lunde Pedersen NOR Noruega    |
| Pequim 2022 (detalhes)                | Nils van der Poel SWE Suécia         | Patrick Roest NED Países Baixos   | Hallgeir Engebråten NOR Noruega      |

### 10000 metros

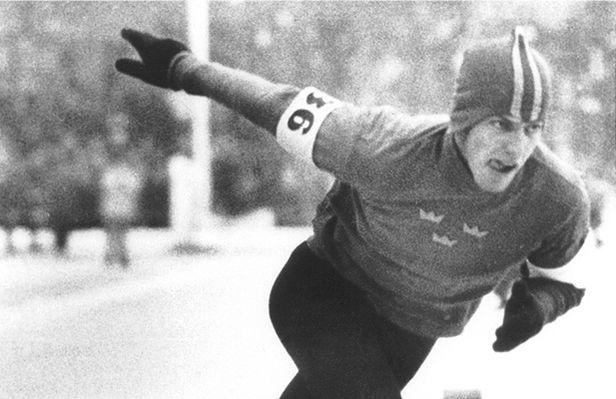
Jonny Nilsson, campeão dos 10000 m em Innsbruck 1964.

| Evento                                | Ouro                                                                           | Prata                                                                          | Bronze                                                                         |
| ------------------------------------- | ------------------------------------------------------------------------------ | ------------------------------------------------------------------------------ | ------------------------------------------------------------------------------ |
| Chamonix 1924 (detalhes)              | Julius Skutnabb FIN Finlândia                                                  | Clas Thunberg FIN Finlândia                                                    | Roald Larsen NOR Noruega                                                       |
| St. Moritz 1928 (detalhes)            | A competição foi cancelada na quinta bateria; nenhuma medalha foi distribuída. | A competição foi cancelada na quinta bateria; nenhuma medalha foi distribuída. | A competição foi cancelada na quinta bateria; nenhuma medalha foi distribuída. |
| Lake Placid 1932 (detalhes)           | Irving Jaffee USA Estados Unidos                                               | Ivar Ballangrud NOR Noruega                                                    | Frank Stack CAN Canadá                                                         |
| Garmisch-Patenkirchen 1936 (detalhes) | Ivar Ballangrud NOR Noruega                                                    | Birger Wasenius FIN Finlândia                                                  | Max Stiepl AUT Áustria                                                         |
| St. Moritz 1948 (detalhes)            | Åke Seyffarth SWE Suécia                                                       | Lassi Parkkinen FIN Finlândia                                                  | Pentti Lammio FIN Finlândia                                                    |
| Oslo 1952 (detalhes)                  | Hjalmar Andersen NOR Noruega                                                   | Kees Broekman NED Países Baixos                                                | Carl-Erik Asplund SWE Suécia                                                   |
| Cortina D'Ampezzo 1956 (detalhes)     | Sigvard Ericsson SWE Suécia                                                    | Knut Johannesen NOR Noruega                                                    | Oleg Goncharenko URS União Soviética                                           |
| Squaw Valley 1960 (detalhes)          | Knut Johannesen NOR Noruega                                                    | Viktor Kosichkin URS União Soviética                                           | Kjell Bäckman SWE Suécia                                                       |
| Innsbruck 1964 (detalhes)             | Jonny Nilsson SWE Suécia                                                       | Fred Anton Maier NOR Noruega                                                   | Knut Johannesen NOR Noruega                                                    |
| Grenoble 1968 (detalhes)              | Johnny Höglin SWE Suécia                                                       | Fred Anton Maier NOR Noruega                                                   | Örjan Sandler SWE Suécia                                                       |
| Sapporo 1972 (detalhes)               | Ard Schenk NED Países Baixos                                                   | Kees Verkerk NED Países Baixos                                                 | Sten Stensen NOR Noruega                                                       |
| Innsbruck 1976 (detalhes)             | Piet Kleine NED Países Baixos                                                  | Sten Stensen NOR Noruega                                                       | Hans van Helden NED Países Baixos                                              |
| Lake Placid 1980 (detalhes)           | Eric Heiden USA Estados Unidos                                                 | Piet Kleine NED Países Baixos                                                  | Tom Erik Oxholm NOR Noruega                                                    |
| Sarajevo 1984 (detalhes)              | Igor Malkov URS União Soviética                                                | Tomas Gustafson SWE Suécia                                                     | René Schöfisch GDR Alemanha Oriental                                           |
| Calgary 1988 (detalhes)               | Tomas Gustafson SWE Suécia                                                     | Michael Hadschieff AUT Áustria                                                 | Leo Visser NED Países Baixos                                                   |
| Albertville 1992 (detalhes)           | Bart Veldkamp NED Países Baixos                                                | Johann Olav Koss NOR Noruega                                                   | Geir Karlstad NOR Noruega                                                      |
| Lillehammer 1994 (detalhes)           | Johann Olav Koss NOR Noruega                                                   | Kjell Storelid NOR Noruega                                                     | Bart Veldkamp NED Países Baixos                                                |
| Nagano 1998 (detalhes)                | Gianni Romme NED Países Baixos                                                 | Bob de Jong NED Países Baixos                                                  | Rintje Ritsma NED Países Baixos                                                |
| Salt Lake City 2002 (detalhes)        | Jochem Uytdehaage NED Países Baixos                                            | Gianni Romme NED Países Baixos                                                 | Lasse Sætre NOR Noruega                                                        |
| Turim 2006 (detalhes)                 | Bob de Jong NED Países Baixos                                                  | Chad Hedrick USA Estados Unidos                                                | Carl Verheijen NED Países Baixos                                               |
| Vancouver 2010 (detalhes)             | Lee Seung-hoon KOR Coreia do Sul                                               | Ivan Skobrev RUS Rússia                                                        | Bob de Jong NED Países Baixos                                                  |
| Sóchi 2014 (detalhes)                 | Jorrit Bergsma NED Países Baixos                                               | Sven Kramer NED Países Baixos                                                  | Bob de Jong NED Países Baixos                                                  |
| PyeongChang 2018 (detalhes)           | Ted-Jan Bloemen CAN Canadá                                                     | Jorrit Bergsma NED Países Baixos                                               | Nicola Tumolero ITA Itália                                                     |
| Pequim 2022 (detalhes)                | Nils van der Poel SWE Suécia                                                   | Patrick Roest NED Países Baixos                                                | Davide Ghiotto ITA Itália                                                      |

### Largada coletiva
| Evento                      | Ouro                             | Prata                           | Bronze                           |
| --------------------------- | -------------------------------- | ------------------------------- | -------------------------------- |
| PyeongChang 2018 (detalhes) | Lee Seung-hoon KOR Coreia do Sul | Bart Swings BEL Bélgica         | Koen Verweij NED Países Baixos   |
| Pequim 2022 (detalhes)      | Bart Swings BEL Bélgica          | Chung Jae-won KOR Coreia do Sul | Lee Seung-hoon KOR Coreia do Sul |

### Perseguição por equipes
| Evento                      | Ouro                                                                                 | Prata                                                                               | Bronze                                                                                    |
| --------------------------- | ------------------------------------------------------------------------------------ | ----------------------------------------------------------------------------------- | ----------------------------------------------------------------------------------------- |
| Turim 2006 (detalhes)       | Matteo Anesi Enrico Fabris Ippolito Sanfratello Stefano Donagrandi* ITA Itália       | Arne Dankers Steven Elm Justin Warsylewicz Denny Morrison* Jason Parker* CAN Canadá | Sven Kramer Mark Tuitert Carl Verheijen Rintje Ritsma* Erben Wennemars* NED Países Baixos |
| Vancouver 2010 (detalhes)   | Mathieu Giroux Lucas Makowsky Denny Morrison CAN Canadá                              | Brian Hansen Chad Hedrick Jonathan Kuck Trevor Marsicano* USA Estados Unidos        | Jan Blokhuijsen Sven Kramer Simon Kuipers Mark Tuitert* NED Países Baixos                 |
| Sóchi 2014 (detalhes)       | Jan Blokhuijsen Sven Kramer Koen Verweij NED Países Baixos                           | Joo Hyong-Jun Kim Cheol-Min Lee Seung-Hoon KOR Coreia do Sul                        | Zbigniew Bródka Konrad Niedźwiedzki Jan Szymański POL Polônia                             |
| PyeongChang 2018 (detalhes) | Håvard Bøkko Simen Spieler Nilsen Sverre Lunde Pedersen Sindre Henriksen NOR Noruega | Lee Seung-hoon Chung Jae-won Kim Min-seok KOR Coreia do Sul                         | Patrick Roest Jan Blokhuijsen Sven Kramer Koen Verweij NED Países Baixos                  |
| Pequim 2022 (detalhes)      | Hallgeir Engebråten Peder Kongshaug Sverre Lunde Pedersen NOR Noruega                | Daniil Aldoshkin Sergey Trofimov Ruslan Zakharov ROC                                | Casey Dawson Emery Lehman Joey Mantia Ethan Cepuran* USA Estados Unidos                   |

* Participaram apenas das eliminatórias, mas receberam medalhas.

### Individual geral
| Evento                   | Ouro                        | Prata                    | Bronze                        |
| ------------------------ | --------------------------- | ------------------------ | ----------------------------- |
| Chamonix 1924 (detalhes) | Clas Thunberg FIN Finlândia | Roald Larsen NOR Noruega | Julius Skutnabb FIN Finlândia |

## Feminino

### 500 metros
| Evento                         | Ouro                                       | Prata                                                                                        | Bronze                                 |
| ------------------------------ | ------------------------------------------ | -------------------------------------------------------------------------------------------- | -------------------------------------- |
| Squaw Valley 1960 (detalhes)   | Helga Haase EUA Equipe Alemã Unida         | Nataliya Donchenko URS União Soviética                                                       | Jeanne Ashworth USA Estados Unidos     |
| Innsbruck 1964 (detalhes)      | Lidiya Skoblikova URS União Soviética      | Irina Egorova URS União Soviética                                                            | Tatyana Sidorova URS União Soviética   |
| Grenoble 1968 (detalhes)       | Lyudmila Titova URS União Soviética        | Jenny Fish USA Estados Unidos Dianne Holum USA Estados Unidos Mary Meyers USA Estados Unidos | nenhum                                 |
| Sapporo 1972 (detalhes)        | Anne Henning USA Estados Unidos            | Vera Krasnova URS União Soviética                                                            | Lyudmila Titova URS União Soviética    |
| Innsbruck 1976 (detalhes)      | Sheila Young USA Estados Unidos            | Cathy Priestner CAN Canadá                                                                   | Tatyana Averina URS União Soviética    |
| Lake Placid 1980 (detalhes)    | Karin Enke GDR Alemanha Oriental           | Leah Poulos-Mueller USA Estados Unidos                                                       | Natalya Petrusyova URS União Soviética |
| Sarajevo 1984 (detalhes)       | Christa Rothenburger GDR Alemanha Oriental | Karin Enke GDR Alemanha Oriental                                                             | Natalya Glebova URS União Soviética    |
| Calgary 1988 (detalhes)        | Bonnie Blair USA Estados Unidos            | Christa Rothenburger GDR Alemanha Oriental                                                   | Karin Kania GDR Alemanha Oriental      |
| Albertville 1992 (detalhes)    | Bonnie Blair USA Estados Unidos            | Ye Qiaobo CHN China                                                                          | Christa Luding GER Alemanha            |
| Lillehammer 1994 (detalhes)    | Bonnie Blair USA Estados Unidos            | Susan Auch CAN Canadá                                                                        | Franziska Schenk GER Alemanha          |
| Nagano 1998 (detalhes)         | Catriona Le May Doan CAN Canadá            | Susan Auch CAN Canadá                                                                        | Tomomi Okazaki JPN Japão               |
| Salt Lake City 2002 (detalhes) | Catriona Le May Doan CAN Canadá            | Monique Garbrecht GER Alemanha                                                               | Sabine Völker GER Alemanha             |
| Turim 2006 (detalhes)          | Svetlana Zhurova RUS Rússia                | Wang Manli CHN China                                                                         | Ren Hui CHN China                      |
| Vancouver 2010 (detalhes)      | Lee Sang-hwa KOR Coreia do Sul             | Jenny Wolf GER Alemanha                                                                      | Wang Beixing CHN China                 |
| Sóchi 2014 (detalhes)          | Lee Sang-hwa KOR Coreia do Sul             | Olga Fatkulina RUS Rússia                                                                    | Margot Boer NED Países Baixos          |
| PyeongChang 2018 (detalhes)    | Nao Kodaira JPN Japão                      | Lee Sang-hwa KOR Coreia do Sul                                                               | Karolína Erbanová CZE República Checa  |
| Pequim 2022 (detalhes)         | Erin Jackson USA Estados Unidos            | Miho Takagi JPN Japão                                                                        | Angelina Golikova ROC                  |

### 1000 metros
| Evento                         | Ouro                                       | Prata                                  | Bronze                                 |
| ------------------------------ | ------------------------------------------ | -------------------------------------- | -------------------------------------- |
| Squaw Valley 1960 (detalhes)   | Klara Guseva URS União Soviética           | Helga Haase EUA Equipe Alemã Unida     | Tamara Rylova URS União Soviética      |
| Innsbruck 1964 (detalhes)      | Lidiya Skoblikova URS União Soviética      | Irina Egorova URS União Soviética      | Kaija Mustonen FIN Finlândia           |
| Grenoble 1968 (detalhes)       | Carry Geijssen NED Países Baixos           | Lyudmila Titova URS União Soviética    | Dianne Holum USA Estados Unidos        |
| Sapporo 1972 (detalhes)        | Monika Pflug FRG Alemanha Ocidental        | Atje Keulen-Deelstra NED Países Baixos | Anne Henning USA Estados Unidos        |
| Innsbruck 1976 (detalhes)      | Tatyana Averina URS União Soviética        | Leah Poulos USA Estados Unidos         | Sheila Young USA Estados Unidos        |
| Lake Placid 1980 (detalhes)    | Natalya Petrusyova URS União Soviética     | Leah Poulos-Mueller USA Estados Unidos | Sylvia Albrecht GDR Alemanha Oriental  |
| Sarajevo 1984 (detalhes)       | Karin Enke GDR Alemanha Oriental           | Andrea Schöne GDR Alemanha Oriental    | Natalya Petrusyova URS União Soviética |
| Calgary 1988 (detalhes)        | Christa Rothenburger GDR Alemanha Oriental | Karin Kania GDR Alemanha Oriental      | Bonnie Blair USA Estados Unidos        |
| Albertville 1992 (detalhes)    | Bonnie Blair USA Estados Unidos            | Ye Qiaobo CHN China                    | Monique Garbrecht GER Alemanha         |
| Lillehammer 1994 (detalhes)    | Bonnie Blair USA Estados Unidos            | Anke Baier GER Alemanha                | Ye Qiaobo CHN China                    |
| Nagano 1998 (detalhes)         | Marianne Timmer NED Países Baixos          | Chris Witty USA Estados Unidos         | Catriona Le May Doan CAN Canadá        |
| Salt Lake City 2002 (detalhes) | Christine Witty USA Estados Unidos         | Sabine Völker GER Alemanha             | Jennifer Rodriguez USA Estados Unidos  |
| Turim 2006 (detalhes)          | Marianne Timmer NED Países Baixos          | Cindy Klassen CAN Canadá               | Anni Friesinger GER Alemanha           |
| Vancouver 2010 (detalhes)      | Christine Nesbitt CAN Canadá               | Annette Gerritsen NED Países Baixos    | Laurine van Riessen NED Países Baixos  |
| Sóchi 2014 (detalhes)          | Zhang Hong CHN China                       | Ireen Wüst NED Países Baixos           | Margot Boer NED Países Baixos          |
| PyeongChang 2018 (detalhes)    | Jorien ter Mors NED Países Baixos          | Nao Kodaira JPN Japão                  | Miho Takagi JPN Japão                  |
| Pequim 2022 (detalhes)         | Miho Takagi JPN Japão                      | Jutta Leerdam NED Países Baixos        | Brittany Bowe USA Estados Unidos       |

### 1500 metros
| Evento                         | Ouro                                   | Prata                                 | Bronze                                 |
| ------------------------------ | -------------------------------------- | ------------------------------------- | -------------------------------------- |
| Squaw Valley 1960 (detalhes)   | Lidiya Skoblikova URS União Soviética  | Elwira Seroczyńska POL Polônia        | Helena Pilejczyk POL Polônia           |
| Innsbruck 1964 (detalhes)      | Lidiya Skoblikova URS União Soviética  | Kaija Mustonen FIN Finlândia          | Berta Kolokoltseva URS União Soviética |
| Grenoble 1968 (detalhes)       | Kaija Mustonen FIN Finlândia           | Carry Geijssen NED Países Baixos      | Stien Kaiser NED Países Baixos         |
| Sapporo 1972 (detalhes)        | Dianne Holum USA Estados Unidos        | Stien Baas-Kaiser NED Países Baixos   | Atje Keulen-Deelstra NED Países Baixos |
| Innsbruck 1976 (detalhes)      | Galina Stepanskaya URS União Soviética | Sheila Young USA Estados Unidos       | Tatyana Averina URS União Soviética    |
| Lake Placid 1980 (detalhes)    | Annie Borckink NED Países Baixos       | Ria Visser NED Países Baixos          | Sabine Becker GDR Alemanha Oriental    |
| Sarajevo 1984 (detalhes)       | Karin Enke GDR Alemanha Oriental       | Andrea Schöne GDR Alemanha Oriental   | Natalya Petrusyova URS União Soviética |
| Calgary 1988 (detalhes)        | Yvonne van Gennip NED Países Baixos    | Karin Kania GDR Alemanha Oriental     | Andrea Ehrig GDR Alemanha Oriental     |
| Albertville 1992 (detalhes)    | Jacqueline Börner GER Alemanha         | Gunda Niemann GER Alemanha            | Seiko Hashimoto JPN Japão              |
| Lillehammer 1994 (detalhes)    | Emese Hunyady AUT Áustria              | Svetlana Fedotkina RUS Rússia         | Gunda Niemann GER Alemanha             |
| Nagano 1998 (detalhes)         | Marianne Timmer NED Países Baixos      | Gunda Niemann-Stirnemann GER Alemanha | Chris Witty USA Estados Unidos         |
| Salt Lake City 2002 (detalhes) | Annie Friesinger GER Alemanha          | Sabine Völker GER Alemanha            | Jennifer Rodriguez USA Estados Unidos  |
| Turim 2006 (detalhes)          | Cindy Klassen CAN Canadá               | Kristina Groves CAN Canadá            | Ireen Wüst NED Países Baixos           |
| Vancouver 2010 (detalhes)      | Ireen Wüst NED Países Baixos           | Kristina Groves CAN Canadá            | Martina Sáblíková CZE República Checa  |
| Sóchi 2014 (detalhes)          | Jorien ter Mors NED Países Baixos      | Ireen Wüst NED Países Baixos          | Lotte van Beek NED Países Baixos       |
| PyeongChang 2018 (detalhes)    | Ireen Wüst NED Países Baixos           | Miho Takagi JPN Japão                 | Marrit Leenstra NED Países Baixos      |
| Pequim 2022 (detalhes)         | Ireen Wüst NED Países Baixos           | Miho Takagi JPN Japão                 | Antoinette de Jong NED Países Baixos   |

### 3000 metros

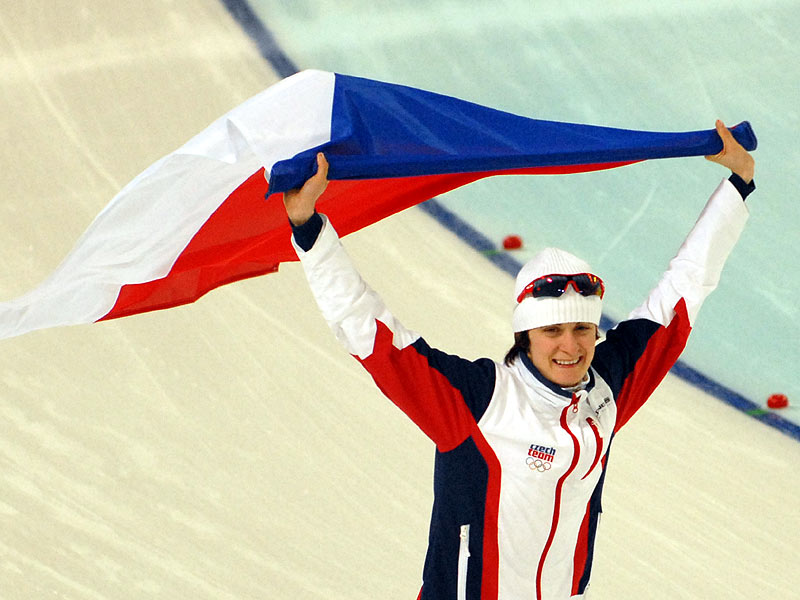
Martina Sáblíková foi campeã nos 3000 m e 5000 m em 2010.

| Evento                         | Ouro                                  | Prata                                                                 | Bronze                                 |
| ------------------------------ | ------------------------------------- | --------------------------------------------------------------------- | -------------------------------------- |
| Squaw Valley 1960 (detalhes)   | Lidiya Skoblikova URS União Soviética | Valentina Stenina URS União Soviética                                 | Eevi Huttunen FIN Finlândia            |
| Innsbruck 1964 (detalhes)      | Lidiya Skoblikova URS União Soviética | Han Pil-hwa PRK Coreia do Norte Valentina Stenina URS União Soviética | nenhum                                 |
| Grenoble 1968 (detalhes)       | Ans Schut NED Países Baixos           | Kaija Mustonen FIN Finlândia                                          | Stien Kaiser NED Países Baixos         |
| Sapporo 1972 (detalhes)        | Stien Baas-Kaiser NED Países Baixos   | Dianne Holum USA Estados Unidos                                       | Atje Keulen-Deelstra NED Países Baixos |
| Innsbruck 1976 (detalhes)      | Tatyana Averina URS União Soviética   | Andrea Ehrig GDR Alemanha Oriental                                    | Lisbeth Korsmo NOR Noruega             |
| Lake Placid 1980 (detalhes)    | Bjørg Eva Jensen NOR Noruega          | Sabine Becker GDR Alemanha Oriental                                   | Beth Heiden USA Estados Unidos         |
| Sarajevo 1984 (detalhes)       | Andrea Schöne GDR Alemanha Oriental   | Karin Enke GDR Alemanha Oriental                                      | Gabi Schönbrunn GDR Alemanha Oriental  |
| Calgary 1988 (detalhes)        | Yvonne van Gennip NED Países Baixos   | Andrea Ehrig GDR Alemanha Oriental                                    | Gabi Zange GDR Alemanha Oriental       |
| Albertville 1992 (detalhes)    | Gunda Niemann GER Alemanha            | Heike Warnicke GER Alemanha                                           | Emese Hunyady AUT Áustria              |
| Lillehammer 1994 (detalhes)    | Svetlana Bazhanova RUS Rússia         | Emese Hunyady AUT Áustria                                             | Claudia Pechstein GER Alemanha         |
| Nagano 1998 (detalhes)         | Gunda Niemann-Stirnemann GER Alemanha | Claudia Pechstein GER Alemanha                                        | Anni Friesinger GER Alemanha           |
| Salt Lake City 2002 (detalhes) | Claudia Pechstein GER Alemanha        | Renate Groenewold NED Países Baixos                                   | Cindy Klassen CAN Canadá               |
| Turim 2006 (detalhes)          | Ireen Wüst NED Países Baixos          | Renate Groenewold NED Países Baixos                                   | Cindy Klassen CAN Canadá               |
| Vancouver 2010 (detalhes)      | Martina Sáblíková CZE República Checa | Stephanie Beckert GER Alemanha                                        | Kristina Groves CAN Canadá             |
| Sóchi 2014 (detalhes)          | Ireen Wüst NED Países Baixos          | Martina Sáblíková CZE República Checa                                 | Olga Graf RUS Rússia                   |
| PyeongChang 2018 (detalhes)    | Carlijn Achtereekte NED Países Baixos | Ireen Wüst NED Países Baixos                                          | Antoinette de Jong NED Países Baixos   |
| Pequim 2022 (detalhes)         | Irene Schouten NED Países Baixos      | Francesca Lollobrigida ITA Itália                                     | Isabelle Weidemann CAN Canadá          |

### 5000 metros
| Evento                         | Ouro                                  | Prata                                 | Bronze                                           |
| ------------------------------ | ------------------------------------- | ------------------------------------- | ------------------------------------------------ |
| Calgary 1988 (detalhes)        | Yvonne van Gennip NED Países Baixos   | Andrea Ehrig GDR Alemanha Oriental    | Gabi Zange GDR Alemanha Oriental                 |
| Albertville 1992 (detalhes)    | Gunda Niemann GER Alemanha            | Heike Warnicke GER Alemanha           | Claudia Pechstein GER Alemanha                   |
| Lillehammer 1994 (detalhes)    | Claudia Pechstein GER Alemanha        | Gunda Niemann GER Alemanha            | Hiromi Yamamoto JPN Japão                        |
| Nagano 1998 (detalhes)         | Claudia Pechstein GER Alemanha        | Gunda Niemann-Stirnemann GER Alemanha | Lyudmila Prokasheva KAZ Cazaquistão              |
| Salt Lake City 2002 (detalhes) | Claudia Pechstein GER Alemanha        | Gretha Smit NED Países Baixos         | Clara Hughes CAN Canadá                          |
| Turim 2006 (detalhes)          | Clara Hughes CAN Canadá               | Claudia Pechstein GER Alemanha        | Cindy Klassen CAN Canadá                         |
| Vancouver 2010 (detalhes)      | Martina Sáblíková CZE República Checa | Stephanie Beckert GER Alemanha        | Clara Hughes CAN Canadá                          |
| Sóchi 2014 (detalhes)          | Martina Sáblíková CZE República Checa | Ireen Wüst NED Países Baixos          | Carien Kleibeuker NED Países Baixos              |
| PyeongChang 2018 (detalhes)    | Esmee Visser NED Países Baixos        | Martina Sáblíková CZE República Checa | Natalya Voronina OAR Atletas Olímpicos da Rússia |
| Pequim 2022 (detalhes)         | Irene Schouten NED Países Baixos      | Isabelle Weidemann CAN Canadá         | Martina Sáblíková CZE República Checa            |

### Largada coletiva
| Evento                      | Ouro                             | Prata                         | Bronze                            |
| --------------------------- | -------------------------------- | ----------------------------- | --------------------------------- |
| PyeongChang 2018 (detalhes) | Nana Takagi JPN Japão            | Kim Bo-reum KOR Coreia do Sul | Irene Schouten NED Países Baixos  |
| Pequim 2022 (detalhes)      | Irene Schouten NED Países Baixos | Ivanie Blondin CAN Canadá     | Francesca Lollobrigida ITA Itália |

### Perseguição por equipes
| Evento                      | Ouro                                                                                                | Prata                                                                                      | Bronze |
| --------------------------- | --------------------------------------------------------------------------------------------------- | ------------------------------------------------------------------------------------------ | --- |
| Turim 2006 (detalhes)       | Daniela Anschütz-Thoms Anni Friesinger Claudia Pechstein Lucille Opitz* Sabine Völker* GER Alemanha | Kristina Groves Clara Hughes Christine Nesbitt Cindy Klassen* Shannon Rempel* CAN Canadá   | Yekaterina Abramova Yekaterina Lobysheva Svetlana Vysokova Varvara Barysheva* Galina Likhachova* RUS Rússia |
| Vancouver 2010 (detalhes)   | Daniela Anschütz-Thoms Stephanie Beckert Katrin Mattscherodt Anni Friesinger-Postma* GER Alemanha   | Masako Hozumi Nao Kodaira Maki Tabata JPN Japão                                            | Katarzyna Bachleda-Curuś Katarzyna Woźniak Luiza Złotkowska POL Polônia                                     |
| Sóchi 2014 (detalhes)       | Jorien ter Mors Marrit Leenstra Ireen Wüst Lotte van Beek* NED Países Baixos                        | Katarzyna Bachleda-Curuś Luiza Złotkowska Katarzyna Woźniak Natalia Czerwonka* POL Polônia | Olga Graf Yekaterina Lobysheva Yuliya Skokova Yekaterina Shikhova* RUS Rússia                               |
| PyeongChang 2018 (detalhes) | Miho Takagi Ayano Sato Nana Takagi Ayaka Kikuchi JPN Japão                                          | Marrit Leenstra Ireen Wüst Antoinette de Jong Lotte van Beek NED Países Baixos             | Heather Bergsma Brittany Bowe Mia Manganello Carlijn Schoutens USA Estados Unidos                           |
| Pequim 2022 (detalhes)      | Ivanie Blondin Valérie Maltais Isabelle Weidemann CAN Canadá                                        | Ayano Sato Miho Takagi Nana Takagi JPN Japão                                               | Marijke Groenewoud Irene Schouten Ireen Wüst Antoinette de Jong* NED Países Baixos                          |

* Participaram apenas das eliminatórias, mas receberam medalhas.